# Zero Mostel
Zero Mostel, pseudonimo di Samuel Joel Mostel (New York, 28 febbraio 1915 – Filadelfia, 8 settembre 1977), è stato un attore e cabarettista statunitense.
Attivo al cinema ma soprattutto in teatro (vincitore di tre Tony Award), dopo gli esordi a Hollywood nei primi anni cinquanta, divenne famoso nelle cronache per essere uno dei dodici personaggi dello spettacolo inseriti nella lista nera di Hollywood durante gli anni del maccartismo: dopo la sua testimonianza davanti alla Commissione per le attività antiamericane (HCUA), la sua carriera cinematografica s'interruppe per una quindicina d'anni.

## Biografia
Samuel Mostel era di famiglia ebraica: il padre Israel Mostel era un ebreo dell'Europa orientale, la madre Cina "Celia" Druchs era un'ebrea di origine polacca. Entrambi emigrarono negli Stati Uniti (Israel nel 1898, Cina nel 1908), dove si conobbero e si sposarono: l'uomo aveva già quattro figli da un precedente matrimonio e ne ebbe altri quattro con Cina (Samuel era il settimo).
La numerosa famiglia andò a vivere in una fattoria a Moodus (Connecticut), ma fece poi ritorno a New York per andare ad abitare nel Lower East Side di Manhattan. I genitori avevano molti problemi economici e Samuel iniziò a frequentare la scuola pubblica: dai suoi familiari venne descritto come un bambino vivace, intelligente e con un gran senso dell'umorismo. Il padre vedeva in lui le doti di un futuro rabbino, ma Samuel preferiva dipingere e disegnare, una passione che mantenne per il resto della sua vita. Secondo lo scrittore Roger Butterfield, la madre di Samuel lo mandava al Metropolitan Museum of Art a copiare i quadri esposti (il bambino aveva una predilezione per lo Study For Woman in Black and Green dell'illustratore John White Alexander). Imparò a parlare più lingue: inglese, yiddish, italiano e tedesco.
Frequentò il City College di New York, istituzione pubblica per studenti delle classi meno abbienti dove si laureò nel 1935. Dopo svariati lavori, nel 1937 trovò impiego come insegnante di disegno e pittura presso il Works Progress Administration's Federal Art Project a Manhattan. Nel 1939 si sposò con Clara Sverd, con cui andò a vivere a Brooklyn: il matrimonio durò solo due anni (divorziarono nel 1944 e Mostel le passò una somma di denaro per tutta la vita). A detta di Clara, i due si separarono perché lui passava le intere giornate con gli artisti newyorchesi.

## Carriera

### Inizi
Quando ancora insegnava alla CCNY, Mostel cominciò a interpretare ruoli comici durante delle letture presso alcuni musei newyorkesi: passò quindi a feste private, cabaret, night club ed esordì alla radio: in particolare, nel 1941, nel jazz club Cafe Society, gli venne affibbiato il soprannome "Zero" dall'agente del club, Ivan Black, che ebbe modo di dire come Mostel fosse "un tipo che inizia dal nulla" ("Here's a guy who's starting from nothing"). Iniziò a lavorare nel nightclub il 16 febbraio 1942 e contemporaneamente debuttò a teatro interpretando piccoli ruoli (non accreditato nel cast ufficiale) nella commedia Cafe Crown al Cort Theatre (141 spettacoli di fila fino al marzo del 1942), messa in scena da Elia Kazan. Il debutto ufficiale a teatro fu il 24 aprile 1942 al 44th Street Theatre con Keep 'em Laughing (77 spettacoli di seguito).
Esordì nel cinema nel 1943 in Mademoiselle du Barry, dove interpretava un doppio ruolo. Nello stesso anno, in piena Seconda guerra mondiale, venne chiamato alle armi ma scartato per un non ben specificato problema fisico: passò il resto della leva a intrattenere le truppe oltreoceano.
Nel 1944 sposò Kathryn Harkin: dal matrimonio, durato fino alla morte di Mostel nel 1977, nacquero due figli, Josh (1946) e Tobias (1949).

### Gli anni cinquanta e il maccartismo

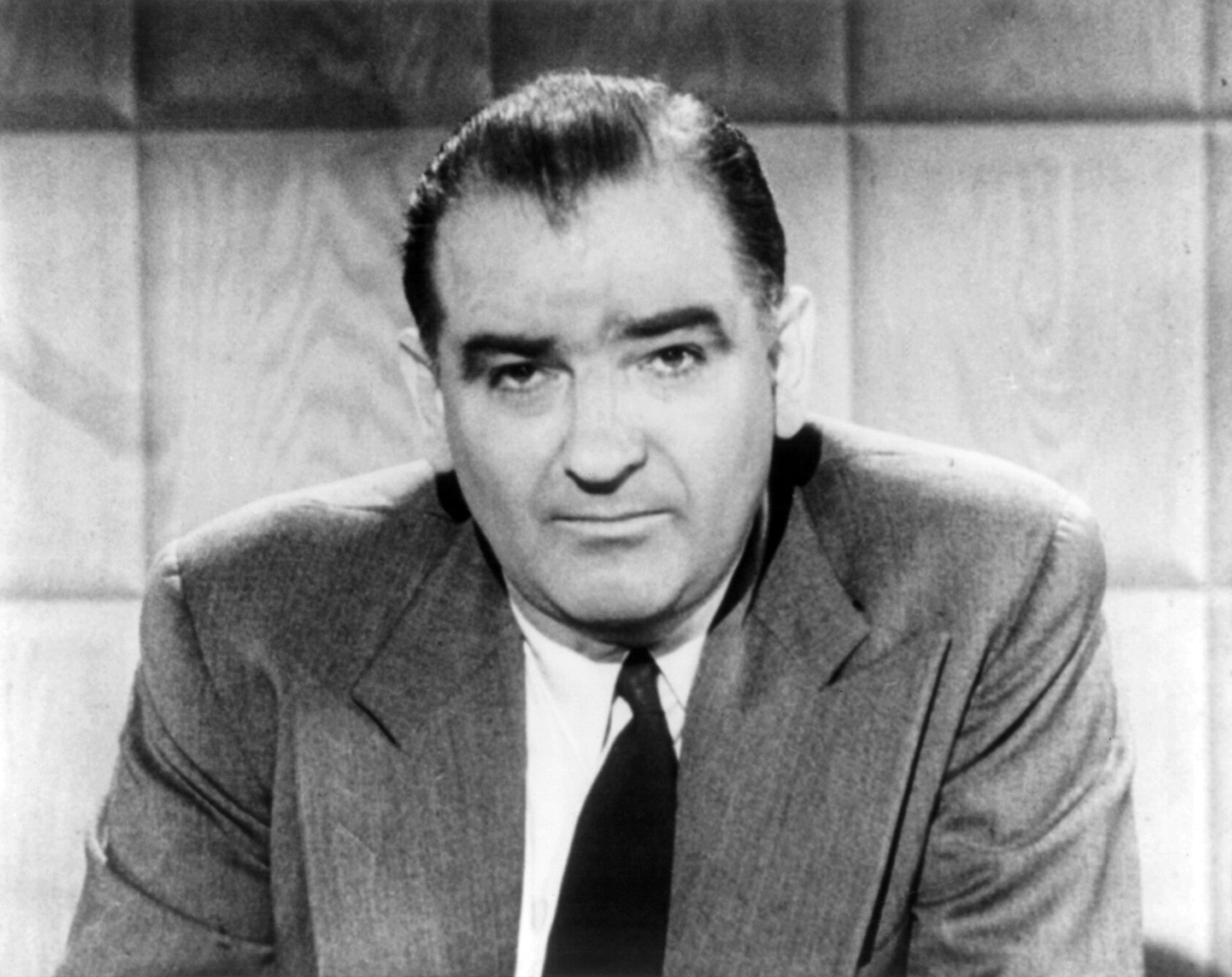
Joseph McCarthy (1908-1957)

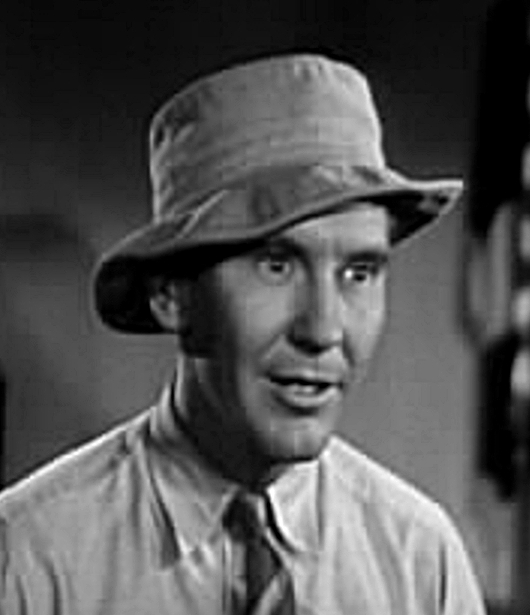
Burgess Meredith (1908-1997)

Al suo ritorno sulle scene, debuttò in tivvù il 19 ottobre 1948 con la serie Off the Record (trasmessa da DuMont) e più tardi in The Ford Theatre Hour della NBC. Nei primi anni cinquanta, fu impegnato al cinema in due ruoli drammatici nei film Bandiera gialla (1950) di Elia Kazan e La città è salva (1951) di Bretaigne Windust e Raoul Walsh.
Politicamente di sinistra, in piena caccia alle streghe, Mostel venne segnalato da Jerome Robbins alla HCUA e rese una testimonianza presso la commissione, il 14 ottobre 1955. Negò di essere comunista, ma al tempo stesso rifiutò di fare nomi di altri personaggi, in quanto a suo dire la sua religione ebraica non glielo permetteva. Inserito nella "lista nera", perse ogni ruolo al cinema, in tivvù e perfino nei nightclub. Trovò lavoro in piccoli spettacoli, poco retribuiti, in locali minori, e dovette vendere i suoi dipinti. In un casuale incontro con Elia Kazan a New York, Mostel rimproverò al regista la sua confessione presso la HCUA.
Non vi era una vera e propria black list nel teatro e Mostel venne contattato nel 1958 dal suo amico Burgess Meredith, noto liberale, che gli offrì il ruolo nella produzione off-Broadway Ulysses in Nighttown (basata sull'Ulisse di Joyce), che stava dirigendo. L'interpretazione dell'ebreo valse a Mostel un Obie Award e l'opera fu rappresentata anche a Londra e Parigi.

### Il ritorno alla ribalta di Broadway negli anni sessanta
Apparve ancora in tivvù nell'episodio The World of Sholom Aleichem della serie Play of the Week (1959) e ritornò ufficialmente a Broadway con la commedia The Good Soup (ma non la interpretò, pur figurando nel cast, in quanto si ruppe una gamba e passò 5 mesi in ospedale a causa di un incidente con un autobus).

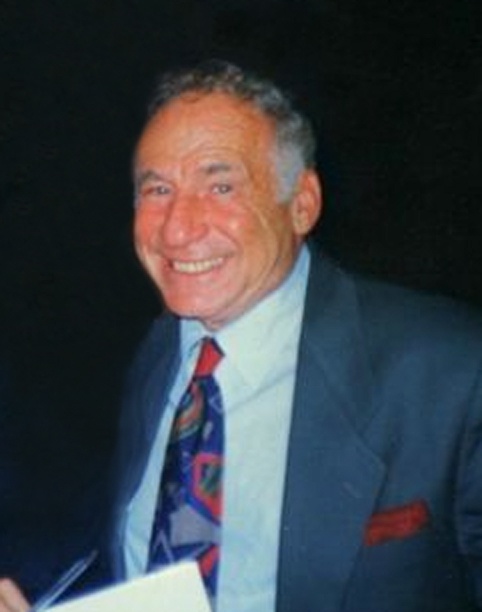
Mel Brooks. Mostel è protagonista del primo film del famoso regista (Per favore, non toccate le vecchiette, 1969)

Il suo ritorno vero e proprio a Broadway fu un successo: interpretò Il rinoceronte (1961), piéce tratta dall'opera di Eugène Ionesco, che gli valse un Tony Award nell'autunno del 1960 (reinterpretò l'omonimo film nel 1974). In tivvù, ancora in Play of the Week, interpretò Aspettando Godot di Samuel Beckett (1961).
Con l'amico Jack Gilford (anch'egli coinvolto nel maccartismo, assieme alla moglie, e inserito nella black list) interpretò il musical A Funny Thing Happened on the Way to the Forum per la regia di George Abbott, da cui venne tratto nel 1966 il film Dolci vizi al foro di Richard Lester. Del cast faceva parte, come coreografo, Jerome Robbins (che non venne accreditato), colui che aveva precedentemente compromesso Mostel di fronte alla Commissione Anti-americana. Dopo l'imbarazzo iniziale di Robbins, Mostel passò oltre, dimostrandosi un professionista esemplare: lo show andò in scena per la prima volta all'Alvin Theatre l'8 maggio 1962 e fu un successo. Fu infatti la prima di ben 964 rappresentazioni consecutive (oltre all'Alvin, venne eseguito anche al Mark Hellinger Theatre e al Majestic) chiudendo il 29 agosto 1964. Dolci vizi al Foro vinse 6 Tony Award, incluso Miglior musical e Miglior regia (Abbott): Mostel si aggiudicò il suo secondo Tony (anche Gilford venne candidato nella categoria attori).
Mostel continuò il suo successo teatrale con un musical di culto, interpretando il lattaio Tevye in Fiddler on the Roof, basato sulle storie di Sholom Aleichem. Con regia e coreografie di Jerome Robbins, Fiddler venne rappresentato il 22 settembre 1964 all'Imperial Theatre e chiuse i battenti 8 anni dopo, al Broadway Theatre, il 2 luglio 1972 (con un intermezzo di rappresentazione al Majestic). Fiddler venne rappresentato 3242 volte, divenendo uno degli show di maggior successo della storia di Broadway. Il musical vinse 9 Tony Awards nel 1965 (tra cui Miglior Musical, Regia e Miglior Attore, il terzo Tony per Mostel nel giro di 4 anni). Nel 1972 a Fiddler venne assegnato uno speciale decimo Tony, per essere divenuto il più longevo musical nella storia di Broadway.

### La seconda vita cinematografica

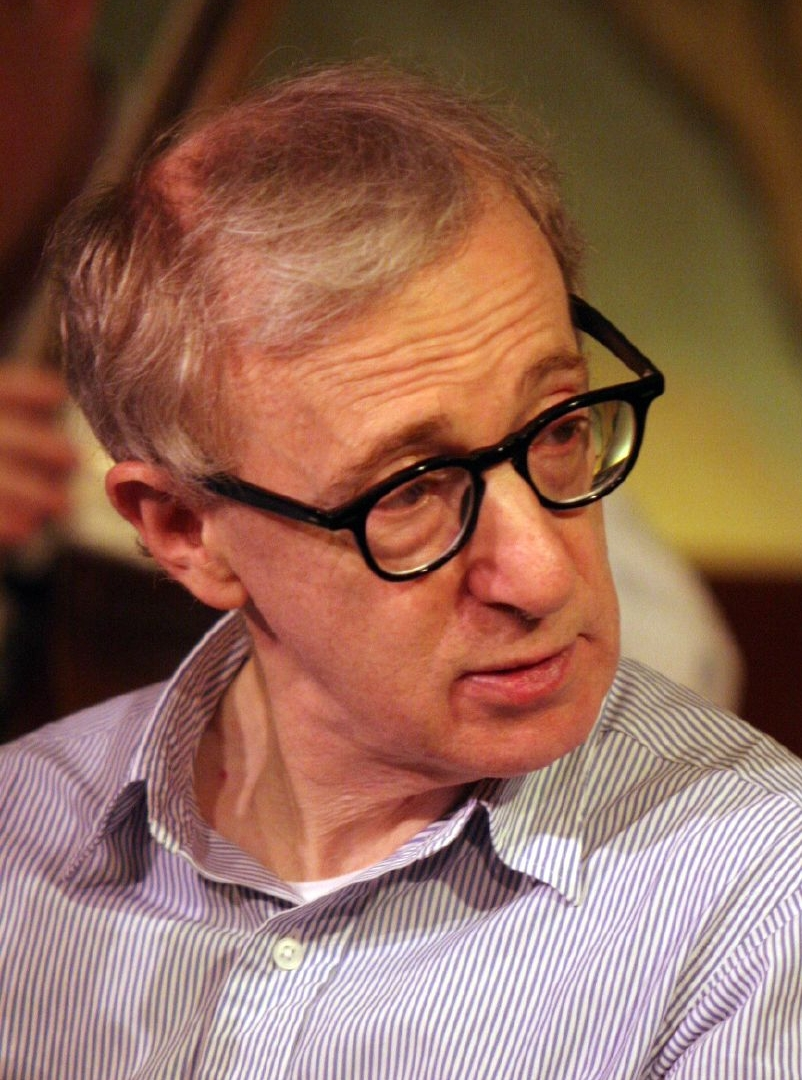
Woody Allen, coprotagonista con Zero Mostel de Il prestanome (1976)

Famosissimo ormai a teatro, Zero Mostel dedicò a cinema e tivvù il decennio 1965-1975, sebbene sia opinione comune che il suo talento non venne rappresentato al meglio sul grande schermo, come invece era accaduto sul palcoscenico, con l'eccezione del primo film di Mel Brooks, Per favore, non toccate le vecchiette (1967), che seguiva, come accennato, la versione cinematografica di Dolci vizi al Foro di Lester del 1966. La versione cinematografica di Fiddler on the Roof, Il violinista sul tetto (1971), diretta da Norman Jewison, non ebbe il successo previsto, anche per l'interpretazione dell'attore israeliano Chaim Topol nel ruolo che era stato di Mostel (Topol venne candidato all'Oscar ma nell'opinione comune il pubblico aveva ormai identificato in quel ruolo Mostel, dopo il decennio di successi a Broadway). In quel periodo non ebbero fortuna nemmeno la commedia britannica di ambientazione storica Caterina sei grande (1968) di Gordon Flemyng, con Peter O'Toole e Jeanne Moreau, e il western parodistico Quel fantastico assalto alla banca (1969) di Hy Averback, ove Mostel apparve insieme a Kim Novak.
Nel 1974, diretto da Burgess Meredith, ripresentò Ulysses in Nighttown a Broadway (ancora una candidatura ai Tony Awards, come Miglior attore) e al cinema fece coppia con Woody Allen in Il prestanome (1976) di Martin Ritt, in cui interpretò un personaggio "autobiografico" e drammatico, un attore inserito nella black list che arriva al suicidio. Dopo altre rappresentazioni a Broadway (tra cui quella di Shylock in The Merchant di Arnold Wesker, tratto da Il mercante di Venezia di Shakespeare), Mostel si ammalò e venne ricoverato a Filadelfia, dove morì l'8 settembre 1977.

## Filmografia parziale
- Mademoiselle du Barry (Du Barry Was a Lady), regia di Roy Del Ruth (1943)
- Bandiera gialla (Panic in the Streets), regia di Elia Kazan (1950)
- La città è salva (The Enforcer), regia di Bretaigne Windust e Raoul Walsh (1951)
- Damasco '25 (Sirocco), regia di Curtis Bernhardt (1951)
- Mr. Belvedere suona la campana (Mr. Belvedere Rings the Bell), regia di Henry Koster (1951)
- Mariti su misura (The Model and the Marriage Broker), regia di George Cukor (1951)
- Dolci vizi al foro (A Funny Thing Happened on the Way to the Forum), regia di Richard Lester (1966)
- Per favore, non toccate le vecchiette (The Producers), regia di Mel Brooks (1967)
- Caterina sei grande (The Great Catherine), regia di Gordon Flemyng (1968)
- Quel fantastico assalto alla banca (The Great Bank Robbery), regia di Hy Averback (1969)
- L'angelo Levine (The Angel Levine), regia di Ján Kadár (1970)
- La pietra che scotta (The Hot Rock), regia di Peter Yates (1972)
- Il rinoceronte (Rhinoceros), regia di Tom O'Horgan (1974)
- Foreplay, regia di John G. Avildsen (1975)
- La rotta del terrore (Journey into Fear), regia di Daniel Mann (1975)
- Il prestanome (The Front), regia di Martin Ritt (1976)
- La collina dei conigli (Watership Down), regia di Martin Rosen (1978)

## Doppiatori italiani
- Carlo Romano in Bandiera gialla, Mr. Belvedere suona la campana, Dolci vizi al foro, La pietra che scotta
- Renzo Palmer in Per favore, non toccate le vecchiette
- Mario Besesti in La città è salva
- Amilcare Pettinelli in Damasco '25
- Cesare Polacco in Mariti su misura
- Stefano Sibaldi in Quel fantastico assalto alla banca
- Silvio Spaccesi in Il prestanome
- Vittorio Di Prima in Il rinoceronte

Da doppiatore è sostituito da:
- Max Turilli in La collina dei conigli

## Teatro
- Cafe Crown (1942) - non ufficiale
- Keep 'em Laughing (1942)
- Top-Notchers (1942)
- Concert Varieties (1945)
- Beggar's Holiday (1946)
- Flight Into Egypt (1952)
- Lunatics and Lovers (1954) Nota: prese il posto di Buddy Hackett
- Good as Gold (1957)
- Ulysses in Nighttown (1958)
- The Good Soup (1960) Nota: prima dell'inizio venne sostituito da Jules Munshin a causa di un incidente ad una gamba
- Rhinoceros (1961)
- A Funny Thing Happened on the Way to the Forum (1962)
- Fiddler on the Roof (1964)
- Ulysses in Nighttown (1974) (revival)
- Fiddler on the Roof (1976) (revival)

## Riconoscimenti
- 1 Tony Award al Miglior Attore protagonista in una Commedia per Rhinoceros (1961), piéce tratta dall'opera di Eugène Ionesco
- 2 Tony Award al Miglior Attore protagonista in un Musical per A Funny Thing Happened on the Way to the Forum (1963) e per Fiddler on the Roof (1965)
- 1 Obie Award per Ulysses in Nighttown (1958)